# Talita Fontoura Alves
Talita Fontoura Alves (1966) es una bióloga, taxónoma, ecóloga, botánica, geobotánica, curadora, y profesora brasileña.

## Biografía
En 1988, obtuvo la licenciatura en ciencias biológicas por la [http://www.usu.br Archivado el 28 de noviembre de 2004 en Wayback Machine.; un máster en ecología supervisado por el Dr. Fábio Rúbio Scarano, defendiendo la tesis "Estrutura da comunidade epífita da Reserva Ecológica Estadual de Jcarepiá, RJ", por la Universidad Estatal de Campinas (1995) y el doctorado en ecología por la misma casa de altos estudios (2005). Finalmente, hizo estudios de posdoctorado en el Museo Nacional-UFRJ.
Desde 1996, y continua, es profesora titular en la Universidad Estadual de Santa Cruz, actuando en ecología y conservación de la biodiversidad. El énfasis de sus actividades de investigación se centran en la estructura de la comunidad y el uso de las plantas epífitas. Ha comenzado una investigación sobre Bromeliaceae en el Jardín Botánico de Río de Janeiro, y también investiga diferentes aspectos de esa familia de plantas, tales como su frugivoría y aspectos fitogeográficos.

## Algunas publicaciones
- SOUSA, V. F.; BOMFIM, J. A.; FONTOURA, T.; CAZETTA, E. 2015. Richness and abundance of Aechmea and Hohenbergia (Bromeliaceae) in forest fragments and shade cocoa plantations in two contrasting landscapes in southern Bahia, Brazil. Tropical Conservation Science 8: 58-75

- PAMPONÉT, V. C. C.; ALVES, T. F.; MARTINEZ, R. A.; CORRÊA, R. X.; GAIOTTO, F. A. 2013. Reduced genetic diversity in endemic Brazilian Lymania spp (Bromeliaceae) populations and implications for conservation. Genetics and Molecular Research 12: 4352-4362

- COSTA, A. F.; FONTOURA, T.; AMORIM, A. M. A. 2012. Novelties in Bromeliaceae from the northeastern Brazilian Atlantic Rainforest. The Journal of the Torrey Botanical Society 139: 34-45

- FONTOURA, T.; SCUDELLER, V. V.; COSTA, A. 2012. Floristics and environmental factors determining the geographic distribution of epiphytic bromeliads in the Brazilian Atlantic Rain Forest. Flora (Jena) 9: 662-672

- FONTOURA, T.; SANTOS, F. A. M. 2010. GEOGRAPHIC DISTRIBUTION OF EPIPHYTIC BROMELIADS IN THE UNA REGION, NORTHEASTERN BRAZIL. Biota Neotropica (edición en portugués, en línea) 10: 127-132

- UZEL-SENA, D.; PERES, M. C. L.; DOMINGOS, B. S.; FONTOURA, T. 2010. Composição e guildas de aranhas (Arachnida: Aranae) em copas de um fragmento floresta urbano, Salvador, Bahia, Brasil. Revista Biociências (Taubaté) 16: 24-33

- FONTOURA, T.; CAZETTA, E.; NASCIMENTO, W.; CATENACCI, L.; VLEESCHOUWER, K. M.; RABOY, B. 2010. Diurnal frugivores on the Bromeliaceae Aechmea depressa L.B.Sm. from northeastern Brazil: the prominent role taken by a small forest primate. Biota Neotropica (edición en portugués, en línea) 10: 351-354

- FONTOURA, T.; ROCCA, M. A.; SCHILLING, A. C.; REINERT, F. 2009. Epífitas da floresta seca da Reserva Ecológica Estadual de Jacarepiá: relações com a comunidade arbórea. Rodriguesia 60: 171-185

- FONTOURA, T.; REINERT, F. 2009. Habitat utilization and CAM occurrence among epiphytic bromeliads in a dry forest from southeastern Brazil. Revista Brasileira de Botânica (impreso) 32: 521-530

- REIS, J.; FONTOURA, T. 2009. Diversidade de bromélias epífitas na Reserva Particular do Patrimônio Natural Serra do Teimoso. Biota Neotropica (edición en portugués, en línea) 9: 1-7

- FONTOURA, T.; SANTOS, F. A. M.; RIBEIRO, S. P. 2007. Building Capacity in Canopy Research: The Brazilian Experience. Selbyana 28: 161-168

- FONTOURA, T. 1995. Distribution patterns of five Bromeliaceae genera in Atlantic Rainforest, Rio de Janeiro State, Brazil. Selbyana, Florida (EUA) 16 (1): 79-93

- FONTOURA, T. 1994. New synonymies in genus Billbergia (Bromeliaceae, Bromelioideae). Selbyana, Florida (EUA) 15 (2): 79-81

- FONTOURA, T.; COSTA, A.; WENDT, T. 1991. Preliminary checklist for the Bromeliaceae of Rio de Janeiro State, Brazil. Selbyana, Florida (EUA) 12: 5-45

### Libros

#### Capítulos
- MATTER, S. V.; NAKA, L.; FONTOURA, T.; ROCHA, W. D.; NUSCHELER, J. 2008. Métodos e perspectivas para o estudo de aves em dosséis florestais: técnicas de acesso, amostragem e captura. In: Von Matter, S.; Straube, F.; Accordi, I.; Piacentini, V.; Cândido Jr., F. J. (orgs.) ORNITOLOGIA E CONSERVAÇÃO: CIÊNCIA APLICADA, TÉCNICAS DE PESQUISA E LEVANTAMENTO. Río de Janeiro: TECHNICAL BOOKS EDITORA

- REINERT, F.; FONTOURA, T. 2008. Epiphytes. In: K. Del Claro, P.S. Oliveira, V. Rico-Gray, A. Ramírez, A.A.A. Barbosa, A. Bonet, F.R. Scarano, F.L. Consoli, F.J.M. Garzon, J.N. Nakajima, J.A. Costello, M. V. Sampaio, M. Quesada, M. R. Morris, M. Palacios-Rios, N. Ramirez, et al (orgs.). Encyclopedia of Life Support Systems (EOLSS). Oxford: EOLSS Oublishers, UNESCO

- FONTOURA, T. 2001. Bromeliads and habitat fragmentation in the rainforest of northeastern Brazil: the remaining species. In: K.N. Ganeshaiah; R.U. Shaanker; K.S. Bawa (orgs.) Proceedings of the International Conference on Tropical Ecosystems. New Delhi: Oxford & IBH Publishing Co., p. 399-404

- FONTOURA, T.; SYLVESTRE, L. S.; VAZ, A. M. F.; VIEIRA, C. M. 1997. Epífitas vasculares, hemiepífitas e hemiparasitas de Macaé de Cima. In: Lima, H.C.; Guedes-Bruni, R.R. (orgs.) Serra de Macaé de Cima: Diversidade Florística e Conservação da Mata Atlântica. Rio de Janeiro: MMA, Instituto de Pesquisas Jardim Botânico do Rio de Janeiro, p. 89-102.

### En Congresos
- REIS, Joice; FONTOURA, T.; SCHIAVETTI, A. 2007. Bromélias do Parque Estadual da Serra do Condurú (sul da Bahia) e potenciais espécies para cultivo. In: Resumos XXXª Reunião Nordestina de Botânica, Cariri

- MASCARENHAS, Rebeca; CASSANO, Camila; FONTOURA, T.; ALVAREZ, Martín 2006. Caracterização do dossel utilizado por preguiça-de-coleira Bradypus torquatus (Bahia, Brasil): dados preliminares. In: VII Congresso Internacional sobre Manejo de Fauna Silvestre na Amazônia e América Latina, Ilhéus
- FONTOURA, T.; SANTOS, F. A. M. 2006. Diversidade de espécies de bromélias epífitas na região de Una, Floresta Atlânitca do nordeste do Brasil. In: 57.º Congresso Nacional de Botânica, 2006, Gramado. Os avanços da botânica no início do século XXI. Morfologia, fisiologia, taxonomia, ecologia e genética. Porto Alegre: Sociedade Botânica do Brasil, p. 340-345

- FONTOURA, T.; RIBEIRO, S. P.; BAKER, Nell; MITCHELL, Andrew. 2005. Builiding capacity in canopy biology: the Brazilian experience. In: 4th International Canopy Conference, Leipzig

- FONTOURA, T.; FURIERI, Karina; CAMPOS, Juliana; MARCO JR, Paulo de. 2005. Comportamento de Odonata sobre bromélias epífitas. In: VII Congresso de Ecologia do Brasil, Caxambu. Avanços nos estudos de ecossistemas terrestres, marinhos e de águas continentais

- RIBEIRO, S. P.; FONTOURA, T.; SANTOS, F. A. M. 2002. The seeds for a canopy training school: the canopy research field course of State University of Campinas, Brazil. What is up -The Newsletter of the International Canopy Network, Washington, p. 2-3

- FONTOURA, T.; RIBEIRO, S. P. 2001. Brazilian Workshop Summaries. What is up - The Newsletter of the International Canopy Network, Washington, p. 7

- FONTOURA, T.; DUTRA, V. S.; SOUZA, J. J. F. 2001. Distribuição de bromélias epífitas em sapucaias (Lecythis pisonis L.) Revista Brasileira de Bromélias, Río de Janeiro

- FONTOURA, T. 2001. Bromeliaceae e outras epífitas - estratificação e recursos disponíveis para animais na Reserva Ecológica Estadual de Jacarepiá, Rio de Janeiro. Revista Brasileira de Bromélia, Río de Janeiro

- FONTOURA, T.; RABOY, B. 2000. More to the bromeliads than meets the eye. Tamarin Tales, Washington, p. 10-11

## Honores

### Membresías
- Sociedad Botánica de Brasil[7]

### Revisora de revistas
- 2003 - 2008. Periódico: Revista Brasileira de Botânica (0100-8404)
- 2007. Periódico: Biota Neotropica
- 2010. Periódico: Hoehnea (São Paulo)
- 2011. Periódico: Revista Brasileira de Biociências (en línea)
- 2012. Periódico: Rodriguesia
- 2013. Periódico: Rodriguesia
- 2011. Periódico: INTERNATIONAL JOURNAL OF TROPICAL BIOLOGY AND CONSERVATION
- 2011. Periódico: Revista Brasileira de Biociências (en línea)